# プセウドニッチア属
プセウドニッチア属（プセウドニッチアぞく、Pseudo-nitzschia）は、ドウモイ酸として知られる神経毒を生産することが知られる数種の珪藻を含む。ドウモイ酸は記憶喪失性貝中毒と呼ばれるヒトの疾患の原因である。植物プランクトンのこの属はカナダ、カリフォルニア州、オレゴン州、ワシントン州、ヨーロッパ、アジア、オーストラリア、ニュージーランド、中央アメリカ、南アメリカの沿岸水域において有害藻類ブルーム（HAB）を形成することが知られている。
プセウドニッチア属の珪藻種の一般的な生物学、生理学、毒性、分布はBatesおよびTrainer（2006年）Trainerら（2008年）、Lelongら（2012年）、Trainerら（2012年）で概説されている。
ドウモイ酸を生産することが示されている種（全ての株が毒素産生株ではない）。
- Pseudo-nitzschia australis
- Pseudo-nitzschia calliantha
- Pseudo-nitzschia  cuspidata
- Pseudo-nitzschia delicatissima
- Pseudo-nitzschia fraudulenta
- Pseudo-nitzschia galaxiae
- Pseudo-nitzschia multiseries
- Pseudo-nitzschia multistriata
- Pseudo-nitzschia pungens
- Pseudo-nitzschia pseudodelicatissima
- Pseudo-nitzschia seriata
- Pseudo-nitzschia turgidula